# FHL-Bank

Logo

Die Federal Home Loan Banks (englisch; deutsch: FHL-Banken) sind elf in den USA regional tätige genossenschaftliche Hypothekenbanken. Eigentümer („member-owners“) sind insgesamt rund 8.100 Finanzinstitutionen. Geschäftszweck der FHL-Banken ist die Refinanzierung von Hypothekarkrediten ihrer Mitgliedsinstitute. Die Mittel hierzu beschaffen sie sich am Kapitalmarkt durch Emission gemeinsamer Anleihen über ihr Office of Finance. 
Das „FHLB-System“ wurde 1932 vom US-Kongress zur Erschließung günstiger Finanzierungsquellen für privaten Wohnraum gegründet, nachdem Privatkredite in diesem Bereich durch die 1929 einsetzende Große Depression praktisch ausgetrocknet waren. Die FHL-Banken haben den Status eines staatlich geförderten US-Unternehmens (government-sponsored enterprise, GSE), verfügen jedoch nicht über eine ausdrückliche Staatsgarantie. Als staatsnahe Institute erhalten die FHL-Banken von den Ratingagenturen dennoch die bestmöglichen Bonitätsbewertungen. 
Aufsichtsbehörde der FHL-Banken ist der Federal Housing Finance Board (FHFB). Das US-Finanzministerium fordert, alle Hypothekenbanken mit GSE-Status (Fannie Mae, Freddie Mac und die FHL-Banken) einer gemeinsamen Aufsichtsbehörde zu unterstellen.
Als nicht-börsennotierte Unternehmen unterliegen die FHL-Banken nicht den Berichtspflichten der US-Börsenaufsichtsbehörde SEC. Eine freiwillige Registrierung bei der SEC wird gegenwärtig diskutiert. 
Die beiden Federal Home Loan Banks der Städte Des Moines und Seattle wurden am 1. Juni 2015 verschmolzen, so dass die Gesamtanzahl der FHL-Banken von ursprünglich zwölf auf elf sank.